# Zetor Super 50
Zetor 50 Super – czeski ciągnik rolniczy marki Zetor, produkowany przez fabrykę Zbrojovka Brno. Jego historia sięga roku 1955, kiedy to wprowadzono nowy uniwersalny ciągnik Zetor 35, w którym zamontowano skrzynie biegów opartą na koncepcji pochodzącej z Zetora 15. Miał on moc 42 KM. W roku 1960 ulepszono go wprowadzając nowy uniwersalny traktor,  Zetor Super 50, który produkowany był do 1968. Posiadał on moc 50 KM. Główne unowocześnienia, jakie zostały wprowadzone w 1960 roku, to dodanie możliwości zamontowania kabiny, modyfikacja tylnych błotników i zamontowanie przednich, zwiększenie mocy z 42 KM do 50-70 KM oraz podnośnik hydrauliczny. Zmianie uległa także skrzynia przekładniowa, układ smarowania silnika, a także filtrów powietrza.

## Przeznaczenie
Ciągnik kołowy Zetor 50 Super przeznaczony był do podstawowych lub ciężkich prac polowych (szczególnie do ciężkich orek, napędu kombajnów do ziemniaków, buraków czy silosokombajnów) oraz do transportu rolniczego i szosowego. Przystosowany do pługa 4-skibowego, agregatu uprawowego o szerokości roboczej do 2,8 m itp. W dobrych warunkach można go zastosować do pracy agregatem uprawowo-siewnym o szerokości 2,5 m. Ciągnął do 10 ton ciężaru nawet w trudnych warunkach. W NRD pracował z maszynami firmy Fortschritt (np. ścinacz zielonek E 069  czy prasa K442). Pracował także z pługofrezarką U033 Pantera. 
Znajdował także zastosowanie w leśnictwie, posiadał jednobębnową wciągarkę.
Dodatkowe wyposażenie ciągnika Zetor Super 50 to między innymi : elastyczne półgąsienice o szerokości 467 mm, obciążniki na koła.

## Eksport
Był eksportowany głównie do NRD na lotniska do przewożenia bagaży, do Polski do prac polowych, ale także do Iraku i Brazylii.

## Następcy
Następcą Zetora 50 Super miał być Zetor T56, czyli Zetor 50 Super z częścią podzespołów od ciągnika Zetor 4011.

## Dane techniczne
- Moc silnika - 50 KM
- Hamulce - uruchamiane mechaniczne, bębnowe
- Skrzynia biegów - mechaniczna
- Blokada mechanizmu różnicowego - uruchamiana mechanicznie dźwignią
- Wałek przekaźnika mocy - napędzany w sposób niezależny
- Liczba cylindrów - 4
- Panewki silnikowe - grubościenne
- Dekompresator - w wyposażeniu podstawowym
- Sprzęgło - dwustopniowe
- Biegi - 4 do przodu i 1 do tyłu oraz dwustopniowy reduktor
- Pojemność skokowa - 4,160 cm
- Średnica cylindra - 105 mm
- Skok tłoka - 120 mm
- Stopień sprężania - 15,6
- Nominalna prędkość obrotowa - 1650 obr./min
- Moment Obrotowy - 24.47 kGm
- Klasa uciągu - 1,4 T
- Skrzynia biegów - 55l
- Silnik - 4160 cm3
- Przekładnia - 1,5l
- Pompa wtryskowa - 2,5l
- Rodzaj oleju - Hipol 6
- maksymalna siła udźwigu podnośnika w punkcie zawieszenia 1200 kg
- ciężar traktora w stanie przygotowanym do pracy z podnośnikiem hydraulicznym, bez obciążników 2641 kg
- rozstaw osi 2200 mm
- największa długość z TUZ 3570 mm